# Алексашкин, Сергей Николаевич
Сергей Николаевич Алексашкин (род. 20 февраля 1952, с. Квасниковка, Саратовская область) — советский, российский оперный певец (бас).
Заслуженный артист РСФСР (1989). Народный артист Российской Федерации (2005).

## Биография
В 1982 году окончил Саратовскую консерваторию (класс А. И. Быстрова). Работал в Саратовском театре оперы и балета, затем в 1983—1984 гг. стажировался в «Ла Скала». С 1989 г. — солист Театра оперы и балета имени С. М. Кирова (с 1991 г. — Мариинский театр).
Преподаёт в Санкт-Петербургской консерватории, доцент кафедры сольного пения; в числе его учеников — Лев Эльгардт.

## Творчество
Гастролировал в Европе, Америке, Японии, Австралии, Южной Корее. Выступал с известными дирижёрами — Георг Шолти, Валерий Гергиев, Клаудио Аббадо, Юрий Темирканов, Геннадий Рождественский, Мстислав Ростропович, Рудольф Баршай, Павел Коган, Владимир Федосеев, Александр Лазарев, Владимир Спиваков, Дмитрий Китаенко, Иван Фишер.
качестве приглашенного солиста певец выступал на сценах Метрополитен-оперы (Нью-Йорк), театра Ла Скала (Милан), Королевского оперного театра Ковент Гарден (Лондон)
Обширный репертуар С. Алексашкина включает ведущие оперные партии, а также басовые партии в вокально-симфонических произведениях (Мефистофель — «Осуждение Фауста» Г. Берлиоза; «Реквием» Дж. Верди; симфонии № 13 и № 14 Д. Д. Шостаковича).

### Оперные партии
- Иван Сусанин — «Жизнь за царя» М. И. Глинки
- Руслан — «Руслан и Людмила» М. И. Глинки
- Мельник — «Русалка» А. С. Даргомыжского
- Борис Годунов; Варлаам — «Борис Годунов» М. П. Мусоргского
- Иван Хованский — «Хованщина» М. П. Мусоргского
- Кончак; Владимир Ярославович, князь Галицкий — «Князь Игорь» А. П. Бородина
- Князь Гремин — «Евгений Онегин» П. И. Чайковского
- Рене — «Иоланта» П. И. Чайковского
- Кочубей — «Мазепа» П. И. Чайковского
- Мамыров — «Чародейка» П. И. Чайковского
- Василий Собакин; Малюта Скуратов — «Царская невеста» Н. А. Римского-Корсакова
- Окиян-Море — «Садко» Н. А. Римского-Корсакова
- Сальери — «Моцарт и Сальери» Н. А. Римского-Корсакова
- Юрий Всеволодович — «Сказание о невидимом граде Китеже и деве Февронии» Н. А. Римского-Корсакова
- Царь Додон — «Золотой петушок» Н. А. Римского-Корсакова
- Старый цыган — «Алеко» С. В. Рахманинова
- Генерал — «Игрок» С. С. Прокофьева
- Фауст — «Огненный ангел» С. С. Прокофьева
- Мендоза — «Обручение в монастыре» С. С. Прокофьева
- Граф Ростов; Кутузов — «Война и мир» С. С. Прокофьева
- Борис Тимофеевич — «Катерина Измайлова» С. С. Прокофьева
- Собакевич — «Мёртвые души» Р. К. Щедрина
- Флягин, рассказчик — «Очарованный странник» Р. К. Щедрина
- Царь Алексей Михайлович — «Боярыня Морозова» Р. К. Щедрина
- Закария — «Набукко» Дж. Верди
- Банко — «Макбет» Дж. Верди
- Якопо Фиеско — «Симон Бокканегра» Дж. Верди (концертное исполнение)
- Великий Инквизитор; Филипп II — «Дон Карлос» Дж. Верди
- Рамфис — «Аида» Дж. Верди
- Мефистофель — «Фауст» Ш. Гуно
- Линдорф; Коппелиус; Дапертутто; Миракль — «Сказки Гофмана» Ж. Оффенбаха
- Лепорелло — «Дон Жуан» В. А. Моцарта
- Король — «Лоэнгрин» Р. Вагнера

### Дискография
С его участием выпущены CD-записи ряда опер («Огненный ангел», «Садко», «Пиковая дама», «Сила судьбы», «Обручение в монастыре», «Иоланта», «Князь Игорь»), а также симфоний № 13 и № 14 Д.Шостаковича.

## Награды и признание
- Народный артист России (2005).
- Заслуженный артист РСФСР (1989).
- Театральная премия «Золотой софит».